# Hydaranthes
Hydaranthes là một chi bướm đêm thuộc phân họ Tortricinae của họ Tortricidae.

## Các loài
- Hydaranthes deltographa Meyrick, 1928